# Río Ovens

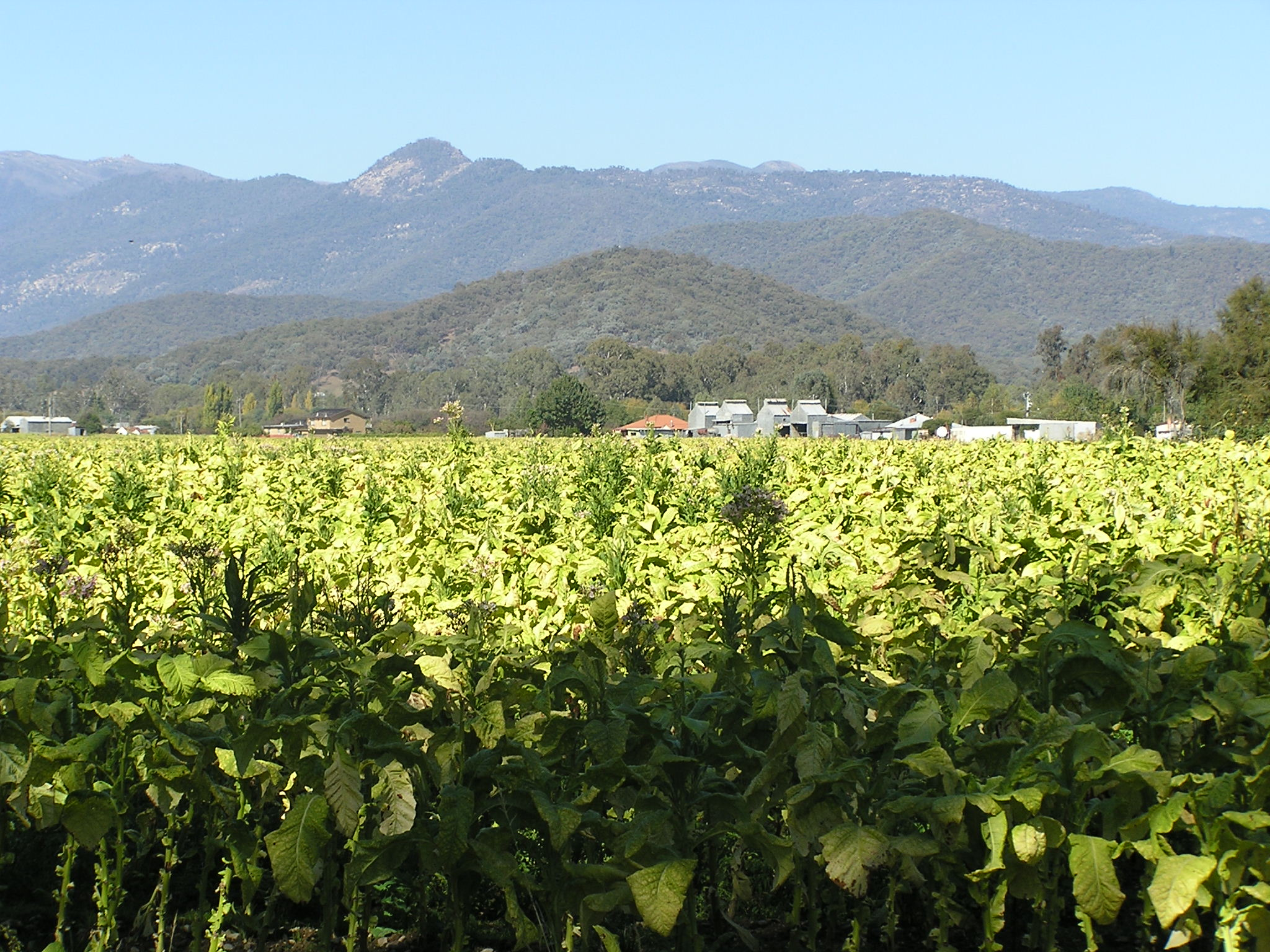
Plantación de tabaco en el valle Ovens.

El río Ovens (del inglés: Ovens River) es un corto río de Australia, un afluente del río Murray  que discurre por el estado de Victoria.  Fue descubierto en 1824 a lo largo de una expedición llevada a cabo por Hamilton Hume y William Hovell, en el cual renombraron el río, que hasta entonces era conocido como Burwang por los aborígenes.

## Valle Ovens
El río fluye a lo largo de un valle con el mismo nombre, que es un lugar de interés turístico por sus pistas de esquí (como las de monte Buffalo o monte Hotham). También se realizan deportes aéreos, como el Vuelo sin motor o el Paracaidismo. Una vía de tren abandonada se ha convertido en un circuito utilizado por ciclistas, siendo otro de los atractivos turísticos.
La zona también es popular por sus bodegas, siendo de las más famosas del país. Además, la zona fue uno de los principales núcleos de producción tabacalera del mundo, hasta que en 2006 la British American Tobacco decidió dejar de explotar el valle.

## Localidades
- Wangaratta
- Beechworth
- Everton
- Myrtleford
- Ovens
- Bright
- Wandilagong
- Harrietville
- Porepunkah

- Datos: Q1861761
- Multimedia: Ovens River / Q1861761